# Medalha da Vitória (Portugal)
A Medalha da Vitória é uma medalha militar portuguesa criada em 15 de julho de 1919. A criação desta medalha foi acordada pelos Aliados após a vitória na I Guerra Mundial, sendo a fita idêntica para todos os países e ficando a cargo de cada país o desenho da insígnia.
A medalha portuguesa da Vitória é da autoria do escultor João da Silva (1880-1960).

## Insígnia
Distintivo: O distintivo é em bronze, tendo no anverso a figura alada da Vitória com a flor da Paz na mão direita e uma coroa de louros na mão esquerda. No reverso encontra-se a legenda Medalha da Vitória, com o escudo nacional acompanhado da representação da cruz de guerra.
Fita: A fita, igual para todos os Países aliados, é em seda das cores do arco-íris.

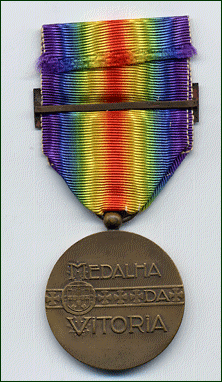
Reverso.

## Agraciados
A Medalha da Vitória foi outorgada a todos os militares portugueses mobilizados para a I Guerra Mundial, incluindo os militares integrados no Corpo Expedicionário Português, o Corpo de Artilharia Pesada Independente e os combatentes em África, na defesa das colónias portuguesas e na conquista das colónias alemãs. Apenas foram excepcionados os militares condenados em Tribunal Marcial pela prática de crimes militares ou que sofreram punições disciplinares.